# Equivalentieklassen
Equivalentieklassen kunnen verschillend worden gedefinieerd.
- Equivalentieklassen worden gebruikt bij het testen van bijvoorbeeld software. Bij het testontwerp en de testspecificatie worden equivalentieklassen gebruikt om met een beperkt aantal testgevallen een zo groot mogelijk dekking te bereiken. Er wordt gebruikgemaakt van het principe dat binnen equivalentieklassen alle exemplaren gelijk zijn, dus dat men met een enkel testgeval kan volstaan. Voor een test hoeft men dan maar een exemplaar uit een populatie te nemen, omdat meer exemplaren niets toevoegt.

Men controleert bij het testen met equivalentieklassen dat een exemplaar het resultaat geeft dat voor de equivalentieklasse kenmerkend is, terwijl men bij grenswaardenanalyse controleert dat een resultaat verandert wanneer een grenswaarde wordt overschreden.
- Equivalentieklassen zijn verzamelingen van gelijkvormige, equivalente elementen. Twee elementen heten binnen een relatie gelijkwaardig, wanneer zij beide in de gegeven relatie met de ander zijn verbonden. Twee verschillende getallen kunnen de gegeven relatie 'groter dan' onmogelijk allebei aan de ander zijn verbonden, er is er maar een van de twee het grootst. Klassen zijn gedefinieerd als verzamelingen, maar wanneer het over mensen gaat spreekt men eerder over klassen dan over verzamelingen, terwijl het in de wiskunde net andersom is. Voorbeelden van equivalentieklassen zijn de honden met een stamboom, de klasse van honden zonder een stamboom, de klasse van kinderen in groep 1 en de klasse van mensen tussen de 18 en 65 jaar.